# أندرياس كيم
أندرياس كيم (بالألمانية: Andreas Keim)‏ هو لاعب كرة قدم ألماني في مركز الدفاع، ولد في 8 يونيو 1962 في كارلسروه في ألمانيا. لعب مع تنس بوروسيا برلين وشتوتغارت كيكرز وفورتونا دوسلدورف ونادي كارلسروه ونادي كولن ونادي هامبورغ 08.

## وصلات خارجية
- أندرياس كيم على موقع قاعدة بيانات كرة القدم.إي يو (الإنجليزية)
- أندرياس كيم على موقع بيانات كرة القدم. دي إي (الألمانية)